# 성마리아병원마에역
시켄조마에역(일본어: 試験場前駅)은 일본 후쿠오카현 구루메시에 위치한 서일본 철도 덴진오무타 선의 역이다. 역 번호는 T29이다.
니시테쓰 후쿠오카(덴진) 역 방면으로부터의 완전한 복선은 본 역까지고, 본 역 ~ 다이젠지 역 구간은 단선이다. 또한, 역 바로 남쪽에서 JR 가고시마 본선과 JR 규다이 본선을 초과 교차한다.

## 역사
- 1932년 12월 28일: 구루메 ~ 쓰부쿠 간 노선 연장으로 영업 개시.
- 1951년 11월 20일: 구루메 ~ 당역 구간 복선화.
- 1966년: 역사 개축.
- 2004년 10월 17일: 지상역에서 고가화됨.
- 2008년 5월 18일: IC카드 nimoca 사용 개시.
- 2017년 2월 1일: 역 번호 도입.

## 역 구조
상대식 승강장 2면 2선의 고가역이다.

### 승강장
| 1 | ■ 덴진오무타 선 | 하행 | 다이젠지・야나가와・오무타 방면         |
| 2 | ■ 덴진오무타 선 | 상행 | 구루메・후쓰카이치・후쿠오카(덴진) 방면 |

## 이용 현황
| 연도 | 1일 평균 승차 인원 | 1일 평균 승하차 인원 |
| ---- | ------------------ | -------------------- |
| 2007 | 1,389              | 2,784                |
| 2008 | 1,366              | 2,754                |
| 2009 | 1,312              | 2,637                |
| 2010 | 1,463              | 2,882                |
| 2011 | 1,489              | 2,927                |
| 2012 |                    | 2,935                |
| 2013 |                    | 3,043                |
| 2014 |                    | 2,977                |
| 2015 |                    | 3,006                |

## 역 주변
- 국도 제209호선
- 성 마리아 병원
- 규슈 전력 구루메 변전소

## 인접역
| 서일본 철도 ■ 덴진오무타 선                 | 서일본 철도 ■ 덴진오무타 선 | 서일본 철도 ■ 덴진오무타 선 |
| ------------------------------------------- | --------------------------- | --------------------------- |
| T28 하나바타케 니시테쓰 후쿠오카(덴진) 방면 | ■ 급행 ■ 보통               | 쓰부쿠 T30 오무타 방면      |